# ویشال (بازیگر)
ویشال (به انگلیسی: Vishal) (زاده ۲۹ اوت ۱۹۷۷) بازیگر هندی است.
از کارهای معروف او می‌توان به بازی در فیلم دعا، اکشن، غرش ببر، ستیزه‌گر، تو باید با آتیش کار کنی کومار، باتون، پرده آهنین، مبارزه با شمشیر، آن مرد، این مرد، اوه عزیزم و مارک آنتونی اشاره کرد.